# О-дю-Тем-Шато-Ламбер
О-дю-Тем-Шато́-Ламбе́р (фр. Haut-du-Them-Château-Lambert) — коммуна во Франции, находится в регионе Франш-Конте. Департамент — Верхняя Сона. Входит в состав кантона Мелизе. Округ коммуны — Люр.
Код INSEE коммуны — 70283.

## География
Коммуна расположена приблизительно в 350 км к востоку от Парижа, в 85 км северо-восточнее Безансона, в 50 км к северо-востоку от Везуля.
На территории коммуны расположен исток реки Оньон. Более 2/3 территории коммуны покрыто лесами.

## Население
Население коммуны на 2010 год составляло 449 человек.
| 1962 | 1968 | 1975 | 1982 | 1990 | 1999 | 2010 |
| ---- | ---- | ---- | ---- | ---- | ---- | ---- |
| 766  | 663  | 562  | 521  | 465  | 502  | 449  |

## Администрация
| Период | Период | Фамилия         | Партия | Примечания |
| ------ | ------ | --------------- | ------ | ---------- |
| 1972   | 1989   | Альбер Ком      |        |            |
| 1989   | 2001   | Фернан Клодель  |        |            |
| 2001   | 2004   | Сюзанна Ламболе |        |            |
| 2004   | 2014   | Юбер Клодель    |        |            |

## Экономика
В 2010 году среди 284 человек трудоспособного возраста (15—64 лет) 189 были экономически активными, 95 — неактивными (показатель активности — 66,5 %, в 1999 году было 69,1 %). Из 189 активных жителей работали 162 человека (99 мужчин и 63 женщины), безработных было 27 (11 мужчин и 16 женщин). Среди 95 неактивных 17 человек были учениками или студентами, 42 — пенсионерами, 36 были неактивными по другим причинам.

## Достопримечательности
- Старые серебряные шахты (XVI век). Исторический памятник с 1990 года[3]

## Фотогалерея
- Церковь Успения Пресвятой Богородицы
- Мэрия
- Форт Шато-Ламбер